# Hendrik Enno Boeke
Hendrik Enno Boeke (Wormerveer, 12 settembre 1881 – Francoforte sul Meno, 6 dicembre 1918) è stato un mineralogista e chimico olandese.

## Biografia
Dal 1900 studiò chimica e fisica presso l'Università di Amsterdam, dove ebbe come professori Hendrik Willem Bakhuis Roozeboom e Johannes Diderik van der Waals . Successivamente lavorò come assistente di Gustav Tammann a Gottinga e di Friedrich Rinne presso l'Università di Hannover. Nel 1909 diventò docente di chimica presso l'Università di Königsberg e, l'anno successivo, professore associato di mineralogia fisico-chimica e petrologia presso l'Università di Lipsia.
Nel 1911 si trasferì presso l'Università di Halle come professore associato di mineralogia e petrologia. Nel 1912 fu invitato dalla Carnegie Foundation negli Stati Uniti, per lavorare presso il laboratorio geofisico di Washington. Dal 1914 al 1918 fu professore ordinario di mineralogia presso l'Università di Francoforte sul Meno e presso l'Università di Ghent .
Hendrik introdusse nuovi metodi di lavoro matematici e fisico-chimici nel campo della petrografia. Si focalizzò principalmente sugli studi della roccia magmatica e sui depositi di sale.

## Opere principali
- Übersicht der Mineralogie, petrographie und Geologie der Kalisalz-Lagerstätten, 1909[4]
- Die Anwendung der stereographischen Projektion bei kristallographischen Untersuchungen, Berlino 1911.
- Die gnomonische Projektion in ihrer Anwendung auf Kristallographische Aufgaben, Berlino 1913.
- Grundlagen der physikalisch-chemischen Petrographie, Berlino 1915.[2]